# Извержение вулкана

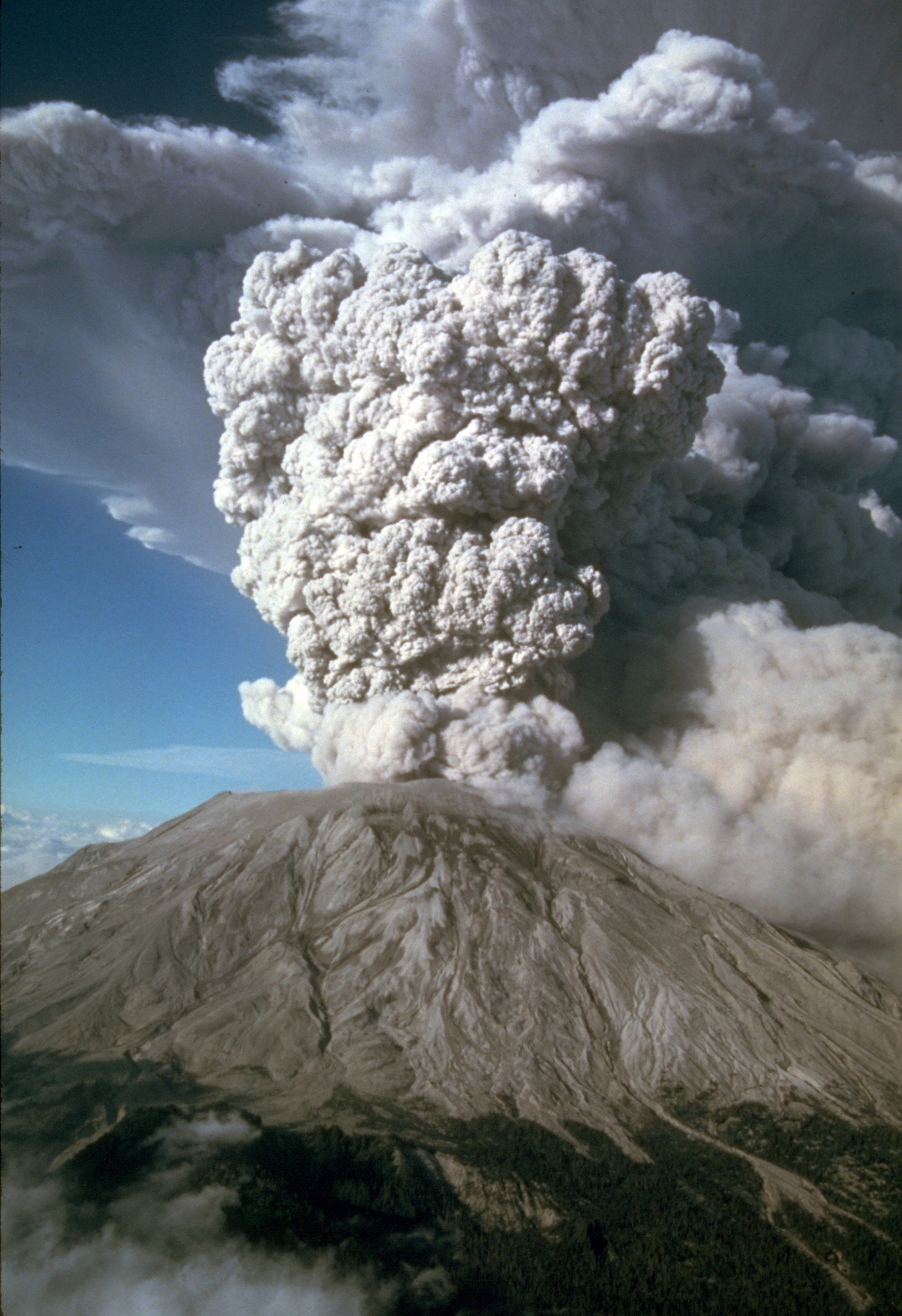
Извержение вулкана Сент-Хеленс, 1980 год

Изверже́ние вулка́на — процесс выброса вулканом на земную поверхность из недр планеты раскалённых обломков, пепла, излияние магмы, которая, изливаясь на поверхность, становится лавой. Извержения вулкана могут длиться от нескольких часов до многих лет.
Извержения вулканов относятся к геологическим стихийным бедствиям, которые могут потребовать введения режима чрезвычайной ситуации.

## Типы вулканических извержений
Типы вулканических извержений, как правило, называются в честь известных вулканов, на которых наблюдается характерное извержение. Извержения некоторых вулканов могут иметь только один тип в течение определённого периода активности, в то время как другие могут демонстрировать целую последовательность типов извержений. Существуют различные классификации, среди которых выделяются общие для всех типы.

Гавайский тип извержения: 1: Пепельный шлейф, 2: Фонтан лавы, 3: Кратер, 4: Лавовое озеро, 5: Фумаролы, 6: Поток лавы, 7: Слои лавы и пепла, 8: Слой породы, 9: Силл, 10: Магматический канал, 11: Магматическая камера, 12: Дайка

### Гавайский тип
Извержение гавайского типа может возникать вдоль трещин и разломов, как это было при извержении вулкана Мауна-Лоа на Гавайях в 1950 году. Такое извержение также может происходит через центральное жерло, как при извержении в кратере Килауэа Ики другого вулкана Гавайского вулкана — Килауэа — в 1959 году.
Данный тип характеризуется спокойными излияниями жидкой высокоподвижной базальтовой лавы, формирующей огромные плоские щитовые вулканы. Пирокластический материал практически отсутствует. В ходе извержений через трещины фонтаны лавы выбрасываются через разломы в рифтовой зоне вулкана и растекаются вниз по склону потоками небольшой мощности на десятки километров. При извержении через центральный канал лава выбрасывается вверх на несколько сотен метров в виде жидких кусков-«лепёшек», создавая валы и конусы разбрызгивания. Эта лава может скапливаться в старых кратерах, формируя лавовые озёра. Вулканы такого типа были, в частности, описаны в Исландии (вулкан Крабла на севере Исландии, расположенный в рифтовой зоне).
- Тип извержения вулкана Фурнез на острове Реюньон очень близок к гавайскому.
- Близкое к гавайскому — Большое трещинное Толбачинское извержение[1].

Стромболианский тип извержения

### Стромболианский тип
Стромболианский тип (от вулкана Стромболи на Липарских островах к северу от Сицилии) извержений связан с более вязкой основной лавой, которая выбрасывается разными по силе взрывами из жерла, образуя сравнительно короткие и более мощные лавовые потоки. При взрывах формируются шлаковые конусы и шлейфы кручёных вулканических бомб. Вулкан Стромболи регулярно выбрасывает в воздух «заряд» бомб и кусков (последнее извержение — июль 2019 года) раскалённого шлака.

Плинианский тип извержения: 1: Пепельный шлейф, 2: Магматический канал, 3: Дождь вулканического пепла, 4: Слои лавы и пепла, 5: Слой породы, 6: Магматическая камера

### Плинианский тип
Плинианский тип (вулканический, везувианский) извержений получил своё название по имени римского учёного Плиния Старшего, погибшего при извержении Везувия в 79 году н. э., уничтожившего три крупных римских города Геркуланум, Стабии и Помпеи. 
Характерной особенностью этого типа извержений являются мощные, нередко внезапные взрывы, сопровождающиеся выбросами огромного количества тефры, образующей пемзовые и пепловые потоки. Плинианские извержения опасны, так как происходят внезапно, часто без событий-предвестников. Крупные извержения плинианского типа, такие как извержения вулкана Сент-Хеленс 18 мая 1980 года или извержение Пинатубо на Филиппинах 15 июня 1991 года, могут выбрасывать пепел и вулканические газы на десятки километров в атмосферу. При плинианском типе извержений часто возникают быстродвижущиеся пирокластические потоки.
К этому типу извержений относится и грандиозный взрыв вулкана Кракатау в Зондском проливе между островами Суматра и Ява. Звук от извержения был слышен за 5014 км, а столб вулканического пепла достиг почти 100-километровой высоты. Взрыв вулкана Кракатау образовал огромные волны-цунами, высотой от 25 до 40 метров.

Пелейский тип извержения

### Пелейский тип
Пелейский тип извержений характеризуется образованием грандиозных раскалённых облачных лавин (эруптивное облако или «палящая туча»), а также ростом экструзивных куполов чрезвычайно вязкой лавы. Эруптивные облака в виде конвективной колонны с хорошо развитой турбулентностью являются источником инфразвуковых и длинноволновых возмущений в атмосфере.
Своё название этот тип извержений получил от вулкана Мон-Пеле на острове Мартиника в группе малых Антильских островов, где 8 мая 1902 года взрывом была снесена вершина дремавшего до этого вулкана, и вырвавшаяся из жерла раскалённая тяжёлая туча уничтожила город Сен-Пьер с 28 000 жителями. После извержения из жерла вылезла «игла» вязкой магмы, которая, достигнув высоты 300 м, вскоре разрушилась. Подобное извержение произошло 30 марта 1956 года на Камчатке, где грандиозным взрывом была снесена вершина вулкана Безымянного. Туча пепла поднялась в атмосферу на высоту до 40 км, а по склонам вулкана сошли раскалённые лавины, которые, растопив снег, создали мощные грязевые потоки.

Фреатический тип извержения

### Газовый(фреатический) тип
Газовый, или фреатический, тип извержений (используется также название бандайский или бандайсанский тип), при котором выбрасываются в воздух обломки твёрдых, древних пород (новая магма не извергается), обусловлен либо магматическими газами, либо связан с перегретыми грунтовыми водами. Фреатическая активность обычно слаба, но бывают сильные проявления, такие как извержение вулкана Тааль на Филиппинах в 1965 году и вулкана Суфриер на острове Бас-Тер.

Подлёдный тип извержений: 1: Облако водяного пара, 2: Озеро, 3: Лёд, 4: Слои лавы и пепла, 5: Слой породы, 6: Шаровая лава, 7: Магматический канал, 8: Магматический очаг, 9: Дайка

### Подлёдный тип
Подлёдный тип извержений относят к вулканам, расположенным подо льдом или ледником. Такие извержения могут вызвать опасные наводнения, лахары и шаровую лаву. Всего пять извержений такого типа наблюдалось до настоящего времени.

### Извержение пепловых потоков
Извержения пепловых потоков были широко распространены в недалёком геологическом прошлом, но в настоящем не наблюдались человеком. В какой-то мере данные извержения должны напоминать палящие тучи или раскалённые лавины. На поверхность поступает магматический расплав, который, вскипая, разрывается и раскалённые лапилли пемзы, обломки вулканического стекла, минералов, окружённые раскалённой газовой оболочкой, с огромной скоростью движутся под уклон. Возможным примером подобных извержений может стать извержение 1912 года в районе вулкана Катмай на Аляске, когда из многочисленных трещин излился пепловый поток, распространившийся примерно на 25 км вниз по долине, имея мощность около 30 м. Долина получила название «Десяти тысяч дымов» из-за большого количества пара, выделявшегося долгое время из центральной части потока. Объём пепловых потоков может достигать десятков и сотен кубических километров, что говорит о быстром опорожнении очагов с расплавом кислого состава.

### Гидроэксплозивные извержения
Гидроэксплозивные извержения происходят в мелководных областях океанов и морей. Их отличает образование большого количества пара, возникающего при контакте раскалённой магмы с морской воды. При этом выход пара на водную поверхность носит взрывной характер.

### Исландский тип

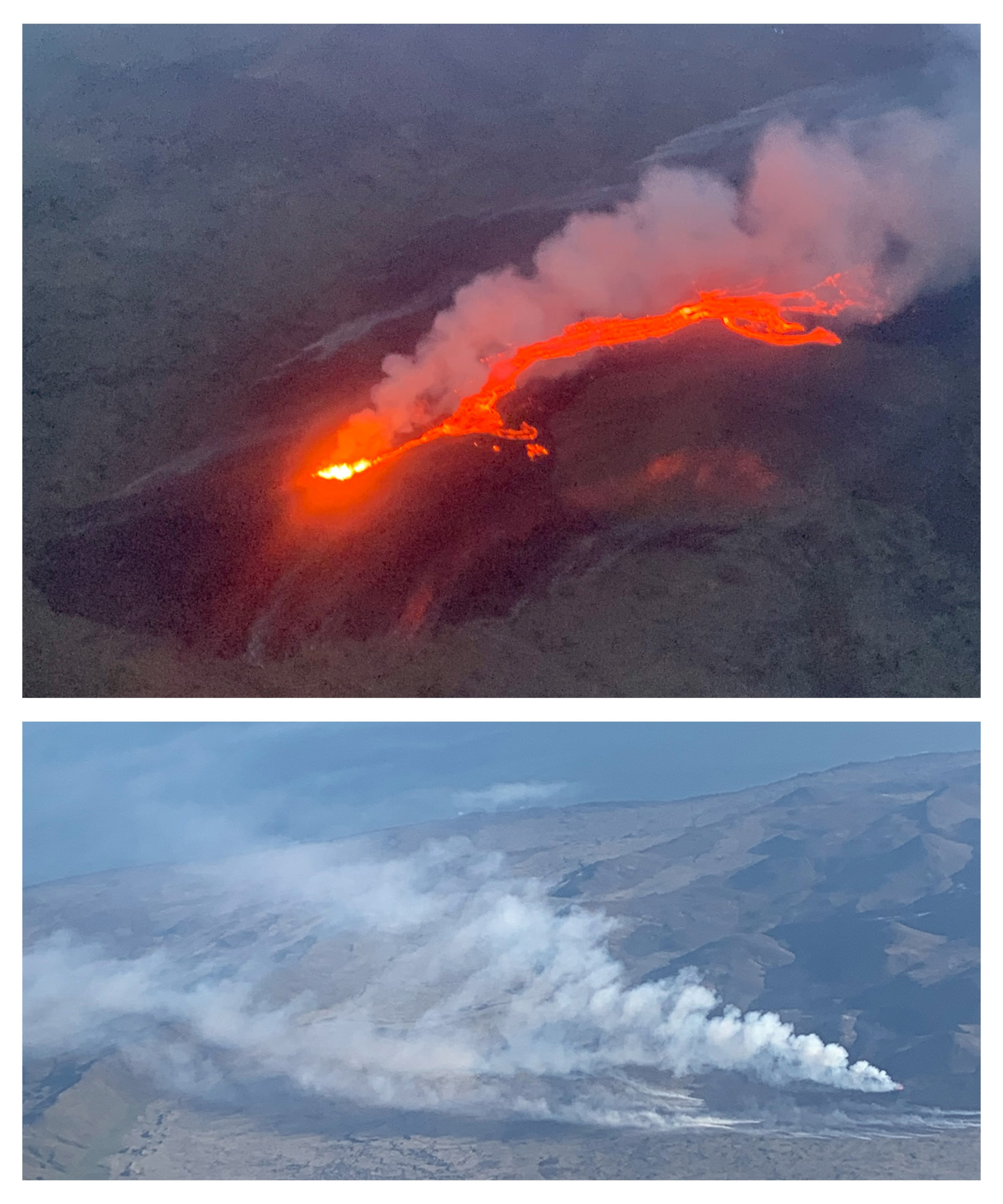
Извержение вулкана Литли-Хрутур (Фаградальсфьядль) в июле 2023. Исландия. Вид с самолёта

Исландский тип (от вулканов Исландии) характеризуется выбросами очень жидкой базальтовой лавы с содержанием пирокластического материала. Как правило, образуют плоские щитовые вулканы. Извержение происходит по трещинам (Гекла, Исландия). Историческим примером извержения исландского типа было извержение Лаки в Исландии в 1783 году.

### Тип «треск грома»
Этот тип был зафиксирован при извержении вулкана на острове Пальма в 1915 году. Происходит на купольных вулканах. По трещинам, которые начинают идти из магматического очага, идёт лава, но уже не вязкая. Когда трещины доходят до кратера, происходят эксплозивные извержения (со взрывами)[уточнить].